# Systoechus flavicapillis
Systoechus flavicapillis är en tvåvingeart som beskrevs av Wray Merrill Bowden 1959. Systoechus flavicapillis ingår i släktet Systoechus och familjen svävflugor. Inga underarter finns listade i Catalogue of Life.